# Ministère de l'Équipement (Espagne)
Pour les articles homonymes, voir Ministère de l'Équipement.
Le ministère des Transports, des Mobilités et des Programmes Urbains (Ministerio de Transportes, Movilidad y Agenda Urbana) est le département ministériel responsable des travaux publics, des infrastructures et des transports en Espagne entre 1991 et 2023.
Le siège central du ministère se trouve Paseo de la Castellana, à Madrid.

## Missions

### Fonctions
Le ministère des Transports, des Mobilités et des Programmes urbains est chargé de la proposition et l'exécution des politiques gouvernementales en matière d'infrastructures, de transports terrestres relevant de l'État, de transport aérien, de logement, de qualité de la construction et de gestion des terrains.

### Organisation
Le ministère des Transports, des Mobilités et des Programmes urbains s'organise de la façon suivante,,,, : 
- Ministre des Transports, des Mobilités et des Programmes urbains (Ministro de Transportes, Movilidad y Agenda Urbana) ;
  - Secrétariat d'État aux Transports, aux Mobilités et aux Programmes urbains (Secretaría de Estado de Transportes, Movilidad y Agenda Urbana) ;
    - Secrétariat général des Infrastructures (Secretaría General de Infraestructuras) ;
      - Direction générale des Routes ;
      - Direction générale de la Planification et de l'Évaluation du réseau ferroviaire ;

    - Secrétariat général des Transports et des Mobilités (Secretaría General de Transportes y Movilidad) ;
      - Direction générale de l'Aviation civile ;
      - Direction générale de la Marine marchande ;
      - Direction générale du Transport terrestre ;

    - Secrétariat général des Programmes urbains, du Logement et de l'Architecture (Secretaría General de Agenda Urbana, Vivienda y Arquitectura) ;
      - Direction générale des Programmes urbains et de l'Architecture ;
      - Direction générale du Logement et du Foncier ;

    - Unité d'Urgences, de Sécurité et de Gestion des crises ;

  - Sous-secrétariat des Transports, des Mobilités et des Programmes urbains (Subsecretaría de Transportes, Movilidad y Agenda urbana) ;
    - Secrétariat général technique ;
    - Direction générale de la Programmation économique et du Budget ;
    - Direction générale de l'Organisation et de l'Inspection ;
    - Direction générale de l'Institut géographique national ;

  - Commissaire spécial pour le Transport, la Mobilité et les Programmes urbains (Comisionado especial para el Transporte, la Movilidad y la Agenda Urbana).

## Histoire
Hormis lors de la formation du ministère des Travaux publics et des Communications (Ministerio de Obras Públicas y Comunicaciones) de 1935 à 1936, et du ministère des Communications, des Transports et des Travaux publics (Ministerio de Comunicaciones, Transportes y Obras Públicas) entre 1937 et 1938, les portefeuilles des travaux publics et des transports restent séparés jusqu'en 1991, lorsque Felipe González créé le ministère des Travaux publics et des Transports (Ministerio de Obras Públicas y Transportes).
Devenu ministère des Travaux publics, des Transports et de l'Environnement (Ministerio de Obras Públicas, Transportes y Medio Ambiente) en 1993, il prend son nom actuel de ministère de l'Équipement en 1996, lors de l'arrivée au pouvoir de José María Aznar, perdant ses compétences sur la protection de l'environnement. Après la victoire des socialistes en 2004, José Luis Rodríguez Zapatero crée un ministère du Logement (Ministerio de Vivienda), qui récupère certaines compétences alors dévolues au ministère de l'Équipement. Il en va de même lors de la formation, en 2008, du ministère de l'Agriculture et de l'Environnement, pour tout ce qui concerne la protection des mers.
Toutefois, lors du remaniement ministériel du 20 octobre 2010, le ministère du Logement disparaît, ses compétences et ses structures revenant alors au ministère de l'Équipement.

## Titulaires depuis 1991
| Nom                                                                           | Nom                      | Dates du mandat | Dates du mandat | Parti | Gouvernement       |
| ----------------------------------------------------------------------------- | ------------------------ | --------------- | --------------- | ----- | ------------------ |
|                                                                               | Josep Borrell            | 12/03/1991      | 06/05/1996      | PSOE  | González III et IV |
|                                                                               | Rafael Arias-Salgado     | 06/05/1996      | 28/04/2000      | PP    | Aznar I            |
|                                                                               | Francisco Álvarez-Cascos | 28/04/2000      | 18/04/2004      | PP    | Aznar II           |
|                                                                               | Magdalena Álvarez        | 18/04/2004      | 07/04/2009      | PSOE  | Zapatero I et II   |
|                                                                               | José Blanco              | 07/04/2009      | 22/12/2011      | PSOE  | Zapatero II        |
|                                                                               | Ana Pastor               | 22/12/2011      | 18/07/2016      | PP    | Rajoy I            |
| Intérim de Rafael Catalá                                                      |                          |                 |                 |       |                    |
|                                                                               | Íñigo de la Serna        | 04/11/2016      | 07/06/2018      | PP    | Rajoy II           |
|                                                                               | José Luis Ábalos         | 07/06/2018      | 12/07/2021      | PSOE  | Sánchez I et II    |
|                                                                               | Raquel Sánchez           | 12/07/2021      | 21/11/2023      | PSC   | Sánchez II         |
| Titres successifs : - 2020-2023 : Transports, Mobilités et Programmes urbains |                          |                 |                 |       |                    |

## Identité visuelle (logotype)

Logo du ministère de l'Équipement entre 1996 et 2020.
Logo du ministère des Transports, des Mobilités et des Programmes urbains depuis 2020.